# 麻园街道
麻园街道，是中华人民共和国贵州省毕节市七星关区下辖的一个街道办事处。
2013年7月，毕节市人民政府批复七星关区部分行政区划调整，新设置的麻园街道辖原市东街道双城社区、望城社区、双树社区、麻园社区、杨家塘社区。

## 行政区划
麻园街道下辖以下地区：
麻园社区、双城社区、双树社区、望城社区和杨家塘社区。